# Nikki Preston
Nicole „Nikki“ Lynn Preston (* 6. Juni 1985 in Rochester, Monroe County, New York als Nicole Lynn Salisbury) ist eine US-amerikanische Radiomoderatorin, Model und ehemalige Schauspielerin.

## Leben
Preston ist die Schwester von Jeff Salisbury. Sie startete ihre Laufbahn als Radiomoderatorin in ihrer Heimatstadt Rochester für den alternativen Rocksender The Zone (Radiofrequenz 94,1). Später wurde sie Assistentin in der Morning-Show Dana and Jayson Show auf Alt 94/9 in San Diego. Später fungierte sie als Produzentin der Morning-Show für die Jesse and Irma Show auf KOLA 99.9. Sie hatte Moderationstätigkeiten für CBS News Radio und war als Co-Moderatorin in der Morgenshow für die Brother Wease Show von iHeartMedia und das Team PXY von Entercom tätig. Heute ist sie als Moderatorin für das Mittagsmprogramm für 96-7 KCAL Rocks und als Co-Moderatorin für AfterBuzz TV in Los Angeles tätig. Als Model trat sie in Werbespots für die Marken The Learning Annex, Kodak, Marina Dodge oder GiGi in Erscheinung.
Von 2004 bis 2011 trat sie in Fernsehserien wie Law & Order: Trial by Jury, Liebe, Lüge, Leidenschaft, Lipstick Jungle oder Gossip Girl als Schauspielerin in Erscheinung. Größere Filmrollen übernahm sie in Selbst ist die Braut und Rise of the Animals – Mensch vs. Biest. Seit 2009 ist Preston nach ihrem Abschluss am Equinox Fitness Training Institute staatlich zertifizierte Fitnesstrainerin und wurde durch die Aerobics and Fitness Association of America bestätigt. Sie hat einen Bachelor of Arts in Rundfunk und Kommunikation, den sie am Marymount Manhattan College erwarb. Außerdem hat sie das On-Camera-Konservatorium von der NYU Tisch im Stonestreet Studio abgeschlossen.

## Filmografie
- 2004: Mind the Gap
- 2006: Law & Order: Trial by Jury (Fernsehserie, Episode 1x13)
- 2007–2011: Liebe, Lüge, Leidenschaft (Fernsehserie, 6 Episoden, verschiedene Rollen)
- 2008: Lipstick Jungle (Fernsehserie, 2 Episoden)
- 2008: Gossip Girl (Fernsehserie, 2 Episoden)
- 2009: Rescue Me (Fernsehserie, Episode 5x01)
- 2009: Selbst ist die Braut (The Proposal)
- 2009: Cupid (Fernsehserie, Episode 1x07)
- 2011: Rise of the Animals – Mensch vs. Biest (Rise of the Animals)